# 10 Ans de Hits!
10 Ans de Hits! é uma  coletânea de músicas da cantora e compositora romena Inna. Foi lançado 
no dia 22 de junho de 2018, sob o selo da Universal Music, em comemoração 
aos 10 anos de carreira da artista. O disco apresenta os maiores sucessos gravados pela cantora entre 2008 e 2018, e inclui participações 
especiais de diversos artistas internacionais como Flo Rida, Juan Magán, Yandel, Daddy Yankee dentre outros.

## Single
La Roulette, versão alternativa de Ruleta (2017), foi lançada no dia 9 de fevereiro de 2018 em parceria com o disc jockey francês DJ Sem e participação do cantor francês Matt Houston. A canção mescla versos em inglês, espanhol e francês. Esta versão entrou na lista Ultratop de Valônia.

## Faixas
| 10 Ans De Hits !— Edição Francesa |                                           |                                                                                                   |                                                   |         |  |
| N.º                               | Título                                    | Compositor(es)                                                                                    | Produtor(es)                                      | Duração |  |
| 1.                                | "Hot"                                     | Sebastian Barac Radu Bolfea Marcel Botezan                                                        | Sebastian Barac Radu Bolfea Marcel Botezan        | 3:38    |  |
| 2.                                | "Amazing"                                 | Barac Bolfea Botezan                                                                              | Barac Bolfea Botezan                              | 3:27    |  |
| 3.                                | "Déjà Vu (com Bob Taylor)"                | Barac Bolfea Botezan                                                                              | Barac Bolfea Botezan                              | 4:21    |  |
| 4.                                | "10 Minutes"                              | Barac Bolfea Botezan                                                                              | Barac Bolfea Botezan                              | 3:19    |  |
| 5.                                | "Sun is Up"                               | Barac Bolfea Botezan                                                                              | Barac Bolfea Botezan                              | 3:44    |  |
| 6.                                | "Un Momento (com Juan Magán)"             | Barac Bolfea Botezan                                                                              | Barac Bolfea Botezan Magán                        | 3:25    |  |
| 7.                                | "Club Rocker (com Flo Rida)"              | Barac Bolfea Botezan                                                                              | Barac Bolfea Botezan                              | 3:35    |  |
| 8.                                | "Señorita"                                | Barac Bolfea Botezan                                                                              | Barac Bolfea Botezan                              | 3:17    |  |
| 9.                                | "More Than Friends (com Daddy Yankee)"    | Justin Franks Tierce Person Thomas Troelsen                                                       | DJ Frank E Tierce Person                          | 3:59    |  |
| 10.                               | "In Your Eyes (com Yandel)"               | Steve Mac Ina Wroldsen                                                                            | Steve Mac                                         | 3:18    |  |
| 11.                               | "Diggy Down (com Marian Hill)"            | Botezan Bolfea Barac Ilsey Juber Marian Hill Vlad Lucan                                           | Vlad Lucan                                        | 3:13    |  |
| 12.                               | "Yalla"                                   | Botezan Barac Nadir Tamuz Augustin Elena Alexandra Apostoleanu                                    | Barac Bolfea Botezan                              | 2:50    |  |
| 13.                               | "Rendez-Vous"                             | Thomas Troelsen Andreas Schuller Kai Matthiesen Delroy Rennals Rainer Gaffrey Juber               | Thomas Troelsen Axident                           | 3:09    |  |
| 14.                               | "Bad Boys"                                | Botezan Barac Theea Miculescu                                                                     | Barac Bolfea Botezan                              | 2:48    |  |
| 15.                               | "Heaven"                                  | Andreas Schuller Leroy Clampitt Barac Botezan Laila Samulesen Trey Campbell Theea Eliza Miculescu | Barac Botezan                                     | 3:27    |  |
| 16.                               | "Ruleta (com Erik)"                       | Apostoleanu Erik Tchatchoua Breyan Isaac Marius Dia                                               | Barac Botezan David Ciente                        | 3:18    |  |
| 17.                               | "Nirvana"                                 | Apostoleanu Troelsen                                                                              | Barac Botezan Ciente Troelsen Vlad-Octavian Lucan | 3:15    |  |
| 18.                               | "La Roulette (com DJ Sem e Matt Houston)" | Botezan Isaac Matt Houston Apostoleanu Ciente Frank-Erik Tchatchoua Dia Barac DJ Sem Sultan Nash  | Mehdi Azir DJ Sem Sultan Nash                     | 3:14    |  |
| Duração total:                    | Duração total:                            | Duração total:                                                                                    | Duração total:                                    | 1:00:01 |  |

## Lançamento
| Região | Data                | Formato               | Gravadora                    |
| ------ | ------------------- | --------------------- | ---------------------------- |
| França | 22 de junho de 2018 | CD • Download digital | MCA • Universal Music France |

## Desempenho nas tabelas musicais
| Chart  | Posição |
| ------ | ------- |
| França | 93      |